# Centrale thermique de Senoko
La centrale thermique de Senoko est une centrale thermique située au nord de Singapour.